# British Academy of Film and Television Arts
The British Academy of Film and Television Arts, BAFTA är en brittisk organisation som är värd för årligen återkommande prisgalor för film, tv, barnfilm och barnprogram, och interaktiv media som datorspel. 
BAFTA grundades 1947 som The British Film Academy (BFA) och det gick 1958 ihop med en förening av tv-producenter och döptes 1976 om till BAFTA. Grundarna av den ursprungliga akademin är bland andra David Lean, Alexander Korda, Carol Reed och Charles Laughton. Akademins priser är formade som en teatermask, och utformades av amerikanska skulptören Mitzi Cunliffe 1955.

## Priser

### Priser som delas ut i London
- British Academy Film Awards (Storbritanniens motsvarighet till USA:s Oscar)
- British Academy Television Awards
- British Academy Television Craft Awards
- British Academy Children's Awards
- British Academy Video Games Awards

### Priser som delas ut i Los Angeles
- Britannia Awards

### Priser som delas ut i Skottland och Wales
- BAFTA Scotland
- BAFTA Cymru